# Nhá Chica
Boldog Francisca de Paula de Jesus vagy Nhá Chica (São João del Rei, 1808 – Baependi, 1895. június 14.) életét a vallásnak, az elesettek segítségének szentelte. 2013. május 4-én avatták boldoggá.